# Baureihe 407
De Baureihe 407 van het Siemens type Velaro D, is een achtdelig elektrisch treinstel voor het grensoverschrijdend langeafstandspersonenvervoer van de DB Fernverkehr.

## Geschiedenis
De aanbesteding van de Deutsche Bahn (DB) in oktober 2007 voor een vervolgserie ICE-treinen werd in november 2008 aan Siemens Mobility verstrekt op basis van de Velaro. Op 17 december 2008 werd het contract getekend voor de bouw van 16 treinstellen die tussen oktober 2011 en 2012 worden geleverd.
De Velaro is een doorontwikkeling van de ICE 3M-treinstellen die in 2000 werden gebouwd voor de Deutsche Bahn. De Velaro is geschikt voor dienstsnelheden tot 350 km/u.
Op 28 april 2010 was de presentatie van de eerste trein in de fabriek van Siemens Mobility te Krefeld.
De bouw en de indienststelling liepen grote vertragingen op. De eerste stellen hadden begin 2012 in dienst moeten gaan, maar dit werd december 2013. Ter compensatie voor de te late leveringen leverde Siemens kosteloos een 17e treinstel, uitgerust met nieuwe aandrijftechniek. De eerste vier treinstellen werden op 23 december 2013 toegelaten voor commerciële dienst. De toelating van alle andere treinstellen zal niet voor het voorjaar van 2014 voltooid zijn.
De Turkse nationale spoorwegmaatschappij Türkiye Cumhuriyeti Devlet Demiryolları (TCDD) heeft bij Siemens Mobility zes Velaro-treinstellen aangeschaft. In afwachting van de levering van de treinstellen, vanaf 2015, heeft Siemens Mobility in 2013 het eerste treinstel bestemd voor testen bij de Deutsche Bahn, (de 4701) overgedragen aan de TCDD.

### Nummers
Het nummer van Tz 703 is opgebouwd uit het treinstel 407 x03
- Tz 4702: 407 002+407 102+407 202+407 302+407 802+407 702+407 602+407 502/
- Tz 4717: 407 017+407 117+407 217+407 317+407 817+407 717+407 617+407 517

## Constructie en techniek
Het treinstel is opgebouwd uit een aluminium frame. Het treinstel is uitgerust met luchtvering. Er kunnen tot drie eenheden gekoppeld worden. Er kan ook gecombineerd worden met treinstellen van het type 403 en van het type 406.

## Treindiensten
Door vertragingen in de leveringen is de indienststelling vertraagd. Vanaf eind 2013 werden de stellen binnen Duitsland ingezet:
- Dortmund - Köln - Frankfurt / Stuttgart ter ontlasting van Baureihe 403/406
- Brussel Zuid/Midi - Luik - Keulen - Frankfurt am Main

De treinen van de Baureihe 407 worden sinds 1 juni 2015 door de DB Fernverkehr ingezet op het volgend traject.
- Parijs - Frankfurt am Main